# イオンモール札幌苗穂
イオンモール札幌苗穂（イオンモールさっぽろなえぼ）は、北海道札幌市東区東苗穂に所在するイオン北海道運営のモール型ショッピングセンターである。三菱商事系列の不動産投資信託日本都市ファンド投資法人所有。

## 概要
総合スーパー「ジャスコ札幌苗穂店」を核店舗として2003年（平成15年）6月25日に「イオン札幌苗穂ショッピングセンター」として開業した。
建物は地上2階建て、駐車場は平面と屋上を合わせて1,940台収容可能となっている。
その後、核店舗の「ジャスコ札幌苗穂店」は、2011年（平成23年）3月1日にイオングループの総合スーパーをイオンに店名統一することに伴って「イオン札幌苗穂店」に改称した。
2011年（平成23年）から進められたイオンの大型ショッピングセンターの名称の「イオンモール」への統一に伴い、同年11月21日には「イオン札幌苗穂ショッピングセンター」から「イオンモール札幌苗穂」に改称した。
開業時には外壁に夜間に札幌市の木ライラックと東区のマスコット「タッピー」を投影して地域性を出したほか、夕焼け色に染まった昭和30年代の路地裏を再現した飲食店街なども併設されていた。
開業直前に同じイオングループとなったポスフールの総合スーパーで近隣に立地していたポスフール東苗穂（東苗穂3条2丁目）は業績不振により2005年（平成17年）5月に閉店した。閉店後の同年8月に建物にはキャッツアイビッグ東苗穂店が温浴施設などを併設する形で開業したが、2016年3月31日を以て閉店し、建物は解体され、DCMホーマック（現：DCM）、100満ボルトが開業した。

## 主なテナント
核店舗のイオン札幌苗穂店（旧・ジャスコ札幌苗穂店）のほか、96の専門店テナントが出店する。
開業時には夕焼け色に染まった昭和30年代の路地裏を再現した飲食店街（雁来街道・路地裏横丁、2009年（平成21年）6月閉鎖）なども併設されていた。
出店テナント全店の一覧・詳細情報は公式サイト「フロアガイド」を、営業時間およびATMを設置する金融機関の詳細は公式サイト「インフォメーション」を参照。
- イオン銀行：2008年（平成20年）8月2日に北海道内1号店として開業[16]
- スポーツオーソリティ

## アクセス
北海道中央バス（札幌東営業所）の路線バスのほか、無料送迎バスも運行されている。詳細情報は公式サイト「シャトルバスのご案内」を参照。